# Windischleuba
Windischleuba är en kommun och ort i Landkreis Altenburger Land i förbundslandet Thüringen i Tyskland.
Kommunen ingår i förvaltningsområdet Pleißenaue tillsammans med kommunerna Fockendorf, Gerstenberg, Haselbach och Treben.